# Rosovice
Rosovice (en allemand : Rossowitz) est une commune du district de Příbram, dans la région de Bohême-Centrale, en République tchèque. Sa population s'élevait à 835 habitants en 2020.

## Géographie
Rosovice se trouve à 5,2 km au sud-ouest de Dobříš, à 10 km au nord-est de Příbram et à 43 km au sud-ouest de Prague.
La commune est limitée par Dobříš au nord et à l'est, par Obořiště à l'est, par Dlouhá Lhota et Kotenčice au sud, et par Buková u Příbramě à l'ouest.

## Histoire
La première mention écrite de la localité date de 1305.

## Administration
La commune se compose de deux quartiers :
- Rosovice
- Sychrov

## Transports
Par la route, Rosovice se trouve à 5,5 km de Dobříš, à 11 km de Příbram et à 51 km de Prague.